# 神戸ワイン
神戸ワイン（こうべワイン）は、兵庫県神戸市の神戸ワイナリー・農業公園で作られるワインである。
神戸ビーフとともに神戸の地域特産品の一つである。世界的食品コンテスト「モンドセレクション」のワイン部門において、1988年以降、
5年連続の金賞（International High Quality Trophy）の受賞を果たしている。近年では、国産ワインコンクール2012銅賞や、ジャパンワインチャレンジ2012において白ワインが銀賞を受賞している。

## 概要

### 沿革
神戸市は、農業振興施策の一環として1979年（昭和54年）より、財団法人神戸市園芸振興基金協会を設立し、ワイン用ブドウの試験栽培を始めた。
翌年に、神戸市葡萄果樹研究所を設立、果実酒類試験製造免許を取得して同市郊外西区押部谷町に用地造成を開始した。
4年後の1984年（昭和59年）に農業公園「神戸ワイン城」を開園。本格的にワインの醸造を始め、神戸産ワイン専用ブドウ100パーセントの「神戸ワイン」のブランドとして積極的な販路開拓を開始した。
市を挙げての農業生産体制が評価され、1990年度の朝日農業賞を受賞した。
2000年、財団法人神戸みのりの公社が設立され、同公社が市からワイナリーの経営を受託。2013年には一般財団法人神戸みのりの公社へと移行する。
2014年（平成26年）にはワイナリー開園から30年目を迎える。2021年7月1日より、神戸みのりの公社は一般財団法人神戸農政公社へと名称変更を行い、ワイナリーの経営及び神戸ワインの生産を続けた。
ワイナリー開園から40年目を迎える2024年の3月15日に、神戸農政公社は神戸ワインの製造・販売事業を白鶴酒造へ同年12月より販売開始・翌年2025年より製造開始のスケジュールで譲渡・継承の方向で協議を開始。その後同年10月7日に事業譲渡契約を締結。同年12月1日より予定通り事業継承し、白鶴酒造神戸ワイン事業部として神戸ワイナリーでの業務及び販売を開始。なお公社における神戸ワイン事業の役割については、神戸ワイン用ぶどうの生産振興及び買入の部分をこれまで通り継続する。

### 神戸ワインの特徴
神戸ワインの原料となるブドウは、「カベルネ・ソーヴィニヨン」「メルロー」「シャルドネ」「リースリング」「シナノリースリング」の5品種を中心に栽培している。
神戸ワイナリー内の「垣根仕立て」で、カベルネ・ソーヴィニヨンやリースリングを栽培する以外にも、神戸市西区、北区の契約農家からブドウを公社が買い上げている。手をかけ育てられたブドウは、樹齢も20年を超え、品種の個性を十分に表現している。土壌は水はけがよい礫混じりの砂状土で、ブドウの根が地中深くまで伸びているので、旨味の凝縮感が強い果実が収穫できる。
神戸ワインは「日本ワイン」として上記ワインヤードで収穫されるブドウのみを使用し、安全・安心のブドウをもとに厳格に管理される品質管理システムにより丁寧に作られている。ブドウの生産から収穫、ワインの醸造まで日本人の厳しい目とキメの細かい手によって作られるワインは、諸国から輸入されている安価な製品とは一線を介している。
神戸ワイナリー・農業公園は、年間400トン（通常のボトルサイズにして約30万本強）のワインを生産・出荷している。
神戸ワイナリーの面積
敷地面積： 31ヘクタール。甲子園球場の約8個分
栽培ブドウ品種： カベルネ・ソーヴィニヨン、リースリング、試験栽培品種
契約農家（平成25年4月現在）
農事組合法人5法人（組合員数60人）
栽培面積 38.7ヘクタール、ブドウ樹約29,500本
主な製品
★赤ワイン：カベルネ・ソーヴィニヨン
フランス・ボルドー地方の赤ワイン用品種。粒は小さく、皮は厚くタンニン(渋味)と酸味が豊富で、複雑なスパイス香が特徴。神戸ワインでは、ほおずきの香や、干し草香が特徴的なワインとなり、熟成によって本領を発揮している。
★白ワイン：シナノリースリング
シャルドネとリースリングを交配し、日本で誕生した品種。シャルドネのシャープな酸味と、リースリングの華やかな香りをあわせ持つ果実となり、神戸ワインでは柑橘系の香が強く感じられるワインである。

### 近年の主なコンクール受賞ワイン
「ジャパンワインチャレンジ」
2012年 銀賞 2005RIESLING　華結（hanayui）
2013年　銀賞：信濃リースリング2012　銅賞：ベネディクシオン・ブラン2012　泡華2011
2014年　金賞：蔵出しワイン　シャルドネ2007　ベストバリュー賞：蔵出しワイン　シャルドネ2007
　　　　 銅賞：ベネディクシオン・ブラン2013　ベネディクシオン・ルージュ2012　入選：花珠ロゼ2013
2015年　銅賞：神戸印路シナノリースリング2014　入選：ベネディクシオン・ルージュ2013
2016年　銀賞：神戸印路シナノリースリング2015　銅賞：神戸ワイン・セレクト白辛口

「日本ワインコンクール」
2012年　銅賞：ベネディクシオン・ルージュ2010　エクストラ・ロゼ2007
2013年　銅賞:泡華2011
　　　　 奨励賞：ベネディクシオン・ルージュ2011　神戸印路シナノリースリング2012
2014年　銅賞：ベネディクシオン・ルージュ2012
2015年　銅賞：神戸印路シナノリースリング2014
2016年　銀賞：神戸印路シナノリースリング2015　欧州国産改良品種等ブレンド部門最高賞
　　　　 銅賞：神戸ワイン・セレクト白やや甘口
2017年　金賞：ベネディクシオン・ブラン2016　銀賞：ベネディクシオン・ルージュ2015

「SAKURA Award」
2014年　銀賞silver：華結　リースリング2005
2016年　金賞gold：氷のかなで
2017年　金賞gold：神戸印路シナノリースリング2015　銀賞silver：みのり2016白甘口
　　　　 ベストワイン賞・中華料理部門受賞：神戸印路シナノリースリング2015